# Das gestohlene Jahr
Das gestohlene Jahr è un film drammatico del 1951 diretto da Wilfried Fraß, tratto dal romanzo Estasi di libertà dello scrittore austriaco Stefan Zweig.
Fu presentato in concorso alla 1ª edizione del Festival di Berlino.

## Trama
Marie è una giovane e umile impiegata postale che vive in un piccolo villaggio austriaco. Durante un periodo di vacanza presso dei ricchi parenti scopre un mondo da sogno, lontanissimo dalla sua misera condizione. Il ritorno al villaggio è brusco e inevitabile, così inizia a frequentare Vienna dove conosce l'aspirante musicista Peter, del quale si innamora. La difficile condizione della loro esistenza metterà i due giovani di fronte a una scelta radicale e pericolosa: rapinare l'ufficio postale in cui lavora Marie.

## Distribuzione
Il film fu distribuito a partire dal 4 gennaio 1951 in Austria, mentre in Germania Ovest uscì il 22 giugno dopo l'anteprima al Festival di Berlino.